# Skolavgift
Skolavgift alternativt terminsavgift eller studieavgift är en avgift som tas ut av elever/studenter, eller av deras föräldrar, för deltagande i utbildning på en skola, universitet eller annan utbildningsinrättning. Avgiften kan vara till för att täcka hela kostnaden för skolan, eller enbart delar av kostnaden, vid sidan av en partiell skattefinansiering eller finansiering från annan källa. Det förekommer också att avgifter enbart tas ut för att täcka kringkostnader till utbildningen, till exempel böcker, materialkostnader eller utflykter, eller för boendet på en internatskola.
Förekomsten av avgifter varierar stort mellan länder. Avgifter är vanligare inom högre utbildning än på lägre skolstadier, där det är vanligare med fullständigt skattefinansierad utbildning. På lägre skolstadier förekommer avgifter i första hand på privatskolor.

## Skolavgifter i Sverige
I Sverige är utbildning inom förskoleklass och grundskola, samt liknande skolformer, avgiftsfri. Skolan skall också hålla eleven med utbildningsmaterial. Skolor får dock ta ut mindre avgifter i samband med exempelvis skolutflykter, såsom färdbiljetter och entrékostnader vid museibesök. För gymnasieskolan gäller i huvudsak samma regler, men det är tillåtet att kräva att eleverna ska hålla sig själva med enstaka hjälpmedel, vilket innebär att eleverna får stå för kostnaden för detta.
Det är således inte tillåtet för friskolor att ta emot skolpeng och därutöver lägga på ytterligare avgifter för eleverna.

### Avgifter för högre utbildning
Svensk högre utbildning är avgiftsfri för personer med permanent uppehållstillstånd i EU, EES eller Schweiz. Det är också avgiftsfri för utbytesstudenter från utländska lärosäten där utbytesavtal finns. För freemover-studenter som kommer från andra länder infördes från höstterminen 2011 avgifter i form av anmälnings- och studieavgifter. Några undantag från studieavgift finns för personer med anknytning till Sverige och EU. Avgifterna infördes mot bakgrund av en ökad tillströmning av utländska studerande.